# Lugagnac
Lugagnac is een gemeente in het Franse departement Lot (regio Occitanie) en telt 118 inwoners (2009). De plaats maakt deel uit van het arrondissement Cahors.

## Geografie
De oppervlakte van Lugagnac bedraagt 17,0 km², de bevolkingsdichtheid is dus 6,9 inwoners per km².
De onderstaande kaart toont de ligging van Lugagnac met de belangrijkste infrastructuur en aangrenzende gemeenten.

## Demografie
Onderstaande figuur toont het verloop van het inwonertal (bron: INSEE-tellingen).